# 큐리오사
《큐리오사》(프랑스어: Curiosa)는 2019년 프랑스의 클래식 드라마 영화이다.

## 줄거리
19세기 파리. 자유로운 영혼의 시인 피에르(니엘스 슈나이더)와 마리(노에미 메를랑)는 서로
사랑하지만, 마리는 부모님의 뜻을 따라 피에르의 친구와 결혼을 한다. 상처받은 피에르는 알제리로
떠나고, 그곳에서 예술적인 영감을 주는 매혹적인 뮤즈 조흐라(카멜리아 조르다나)를 만나 그녀의
누드사진을 찍기 시작한다.
“남편이 되지 못했으니 연인이 돼 줄게.”
1년 후. 애정 없는 결혼생활을 이어가던 마리는 피에르가 조흐라와 함께 파리에 돌아왔다는 소식을
듣고 그를 찾아간다. 여전히 서로를 잊지 못하고 있던 마리와 피에르는 은밀한 관계를 이어가고,
마리는 피에르의 사진작품들을 보며 자신의 누드사진을 찍어달라고 하는데…
“사진 모델이 되고 싶어. 도덕 따윈 아랑곳하지 않는 자세로.”

## 출연진
- 노에미 메를랑 - 마리 드 에레디아
- 닐스 슈네데르 - 피에르 루이
- 뱅자맹 라베르뉴 - 앙리 드 레니에
- 카멜리아 조르다나 - 조흐라 벤브라힘
- 아미라 카사르 - 에레디아 부인
- 스칼리 델페라 - 에레디아 씨
- 마틸드 와르니에 - 루이즈 드 에레디아
- 멜로디 리샤르 - 엘렌 드 에레디아
- 에밀리앵 디아르드퇴프 - 장 드 티낭
- 다미앵 보나르 - 앙드레 쇼메

## 수상
- 2019년 제50회 인도국제영화제 월드 파노라마